# Medaille van Verdienste (Denemarken)
De Medaille van Verdienste (Deens: "Fortjenstmedaljen") van het Koninkrijk Denemarken werd op 16 mei 1792 ingesteld door de hervormingsgezinde koning Christiaan VII.
Het gebruik van deze medaille is niet in statuten of wetten vastgelegd en de Deense monarch mag vrijelijk en zonder ministeriële tussenkomst over de onderscheiding beschikken. De medailles zijn de verantwoordelijkheid van de Deense kabinetssecretaris.
De medaille kent vier graden:
- Gouden Medaille van Verdienste met Kroon, (Deens: "Fortjenstmedaljen i Guld med Krone". De drager mag de letters "F.M.1" achter de naam plaatsen.
- Gouden Medaille van Verdienste, (Deens: "Fortjenstmedaljen i Guld. De drager mag de letters " F.M.1" achter de naam plaatsen.
- Zilveren Medaille van Verdienste met Kroon en Gesp, (Deens: "Fortjenstmedaljen i Sølv med spænde. De drager mag de letters " F.M.2" achter de naam plaatsen.
- Zilveren Medaille van Verdienste, (Deens: "Fortjenstmedaljen i Sølv. De drager mag de letters "F.M.2" achter de naam plaatsen.[1]

Denemarken kent ook een Koninklijke Beloningsmedaille, (Deens:"Den Kongelige Belønningsmedalje"), in vier graden. Deze medaille wordt aan hetzelfde lint gedragen. De Denen gebruiken hetzelfde lint voor vijfentwintig van hun medailles.
Op de voorzijde van de ronde medaille is de soeverein afgebeeld, op de keerzijde is binnen een eikenkrans ruimte gelaten voor een inscriptie.
De medaille wordt gedragen aan een rood lint met een ingeweven wit kruis.
De Deense regering is zeer spaarzaam met de kruisen van de Dannebrogorde en verleent niet-bestuurders veelal medailles.
Heren dragen de medaille aan een tot een vijfhoek gevouwen rood lint met een ingeweven wit kruis op de linkerborst. Op klein tenue wordt door militairen een rood baton met een wit kruis gedragen.